# Simochromis diagramma
Simochromis diagramma és una espècie de peix de la família dels cíclids i de l'ordre dels perciformes.

## Morfologia
- Els mascles poden assolir 19,5 cm de longitud total.[1][2]

## Depredadors
És depredat per Plecodus straeleni.

## Hàbitat
És una espècie de clima tropical.

## Distribució geogràfica
Es troba a Àfrica: llac Tanganyika.